# Isotima panhalensis
Isotima panhalensis là một loài tò vò trong họ Ichneumonidae.